# Aesculus flava
Aesculus flava (sin. Aesculus octandra), el falso castaño amarillo, es una especie fanerógama perteneciente a la familia de las Sapindáceas. Es natural de Norteamérica del este Pensilvania, del oeste Illinois y del sur Alabama y Georgia.

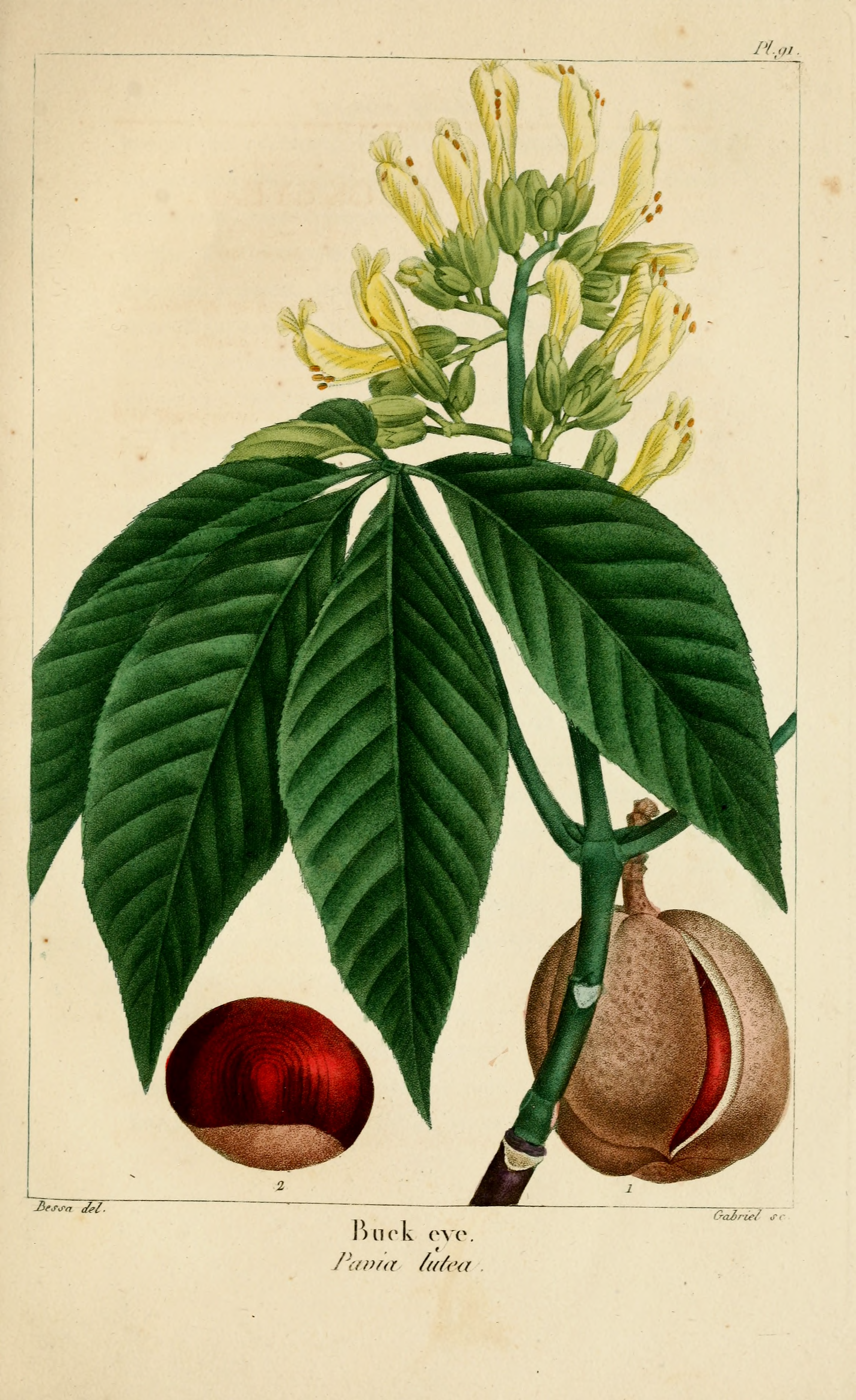
Ilustración

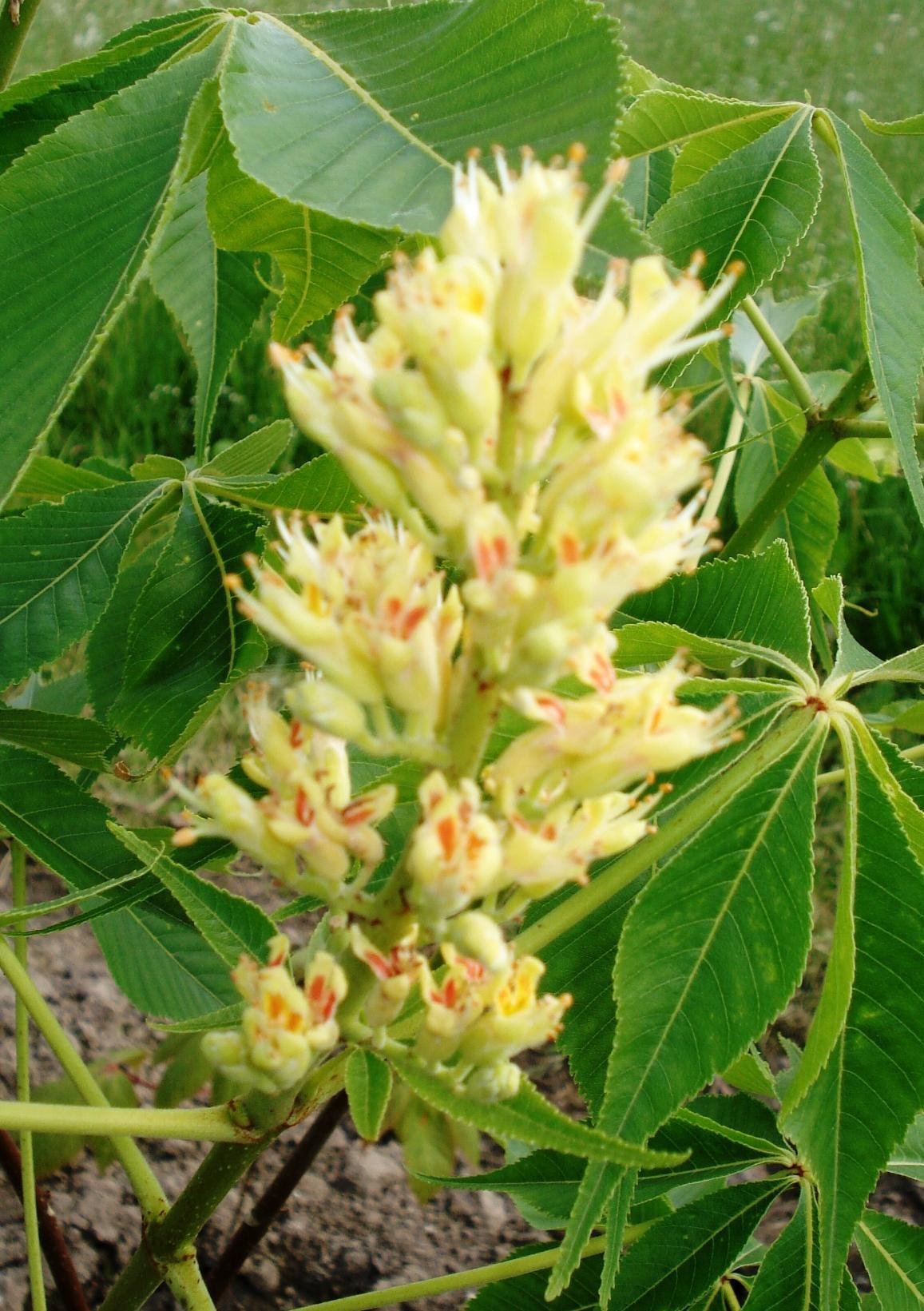
Flores

## Descripción
Es una árbol de hoja caduca de tamaño mediano, 20-35 metros de altura. Las hojas son palmeadas compuestas de 5 hojas (raramente siete) con 10-25 cm de longitud. Las flores se agrupan en panículas, son de color amarillo a amarillo verdoso, tienen 2-3 cm de largo con los estambres más cortos que los pétalos. 
El fruto es redondo en una cápsula de 5-7 cm que contiene 1-3 semillas parecidas a la nuez y que tiene una cicatriz blanquecina. 
El fruto es venenoso para los seres humanos, y debido a su similitud, puede ser fácilmente confundido con el del verdadero castaño (Castanea sativa).

## Usos
Aesculus flava es también un árbol ornamental muy atractivo que se prodiga en parques y grandes jardines.

## Taxonomía
Aesculus flava fue descrita por Daniel Carl Solander y publicado en Catalogus Arborum et Fruticum in Horto Edinensi Crescentium Anno 1778 1, en el año 1778.
Etimología
Aesculus: nombre genérico latino dado por Linneo en 1753 y 1754, a partir del Latín antiguo aesculus, -i, el roble, lo que es sorprendente, aunque en los numerosos autores de la antigüedad que lo usaron, Plinio el Viejo precisa en su Historia naturalis (16, 11) que es uno de los árboles que producen bellotas ("Glandem, quae proprie intellegitur, ferunt robur, quercus, aesculus, ..." -La bellota propiamente dicha viene del roble, del aesculus, ...) y, quizás de allí proviene la confusión, pues las castañas de india tienen un lejano y superficial parecido con la bellotas por su piel dura y su carne firme y amarillenta.
flava: epíteto latín que significa "amarillo dorado".
Sinonimia
| - Aesculus flava var. purpurascens A.Gray - Aesculus lutea Wangenh. - Aesculus lutea Castigl. - Aesculus lutea var. discolor Dippel - Aesculus maxima D.Drake - Aesculus octandra Marshall - Aesculus octandra var. hybrida Sarg. - Aesculus octandra var. purpurascens C.K.Schneid. - Aesculus octandra var. vestita Sarg. - Aesculus octandra f. vestita (Sarg.) Fernald - Aesculus octandra var. virginica Sarg. - Aesculus octandra f. virginica (Sarg.) Fernald - Aesculus pavia var. flava (Sol.) Kuntze - Nebropsis neglecta Raf. - Pavia bicolor Raf. - Pavia discolor Sweet - Pavia flava Moench - Pavia hybrida DC. - Pavia lutea Poir. - Pavia neglecta G.Don - Pavia reticulata Raf. - Pawia octandra Kuntze |